# قائمة حكام المغرب
هذه قائمة الحكام في المغرب منذ الفتح الإسلامي حتى الدولة الحديثة. وتفاديا لتكرار نفس الاسم لشخصين مختلفين، اعتمدت الفترة الزمنية للحياة وللحاكم مما يمكن. وكان المغاربة يطلقون على الحاكم لقب السلطان، ومنذ عهد الاستقلال عام 1956 بدأ استخدام لقب
ملك.

## إمارة نكور
- صالح بن منصور عاش بين؟؟؟ - ؟؟؟ وحكم بين 710م - 750م
- المعتصم بن صالح عاش بين؟؟؟ - ؟؟؟ وحكم بين 750 - 750م
- إدريس بن صالح عاش بين؟؟؟ - ؟؟؟ وحكم بين 750 - 760م
- سعيد بن إدريس عاش بين؟؟؟ - ؟؟؟ وحكم بين 760م	- 804م.
- صالح بن سعيد عاش بين؟؟؟ - ؟؟؟ وحكم بين 804م - 864م
- سعيد بن صالح عاش بين؟؟؟ - ؟؟؟ وحكم بين 864م	- 916م
- صالح بن سعيد اليتيم عاش بين؟؟؟ - ؟؟؟ وحكم بين 917م	- 927م
- عبد البديع المؤيد بن صالح عاش بين؟؟؟ - ؟؟؟ وحكم بين 927م	- 929م
- أبو أيوب إسماعيل عاش بين؟؟؟ - ؟؟؟ وحكم بين 929م	- 932م
- موسى بن المعتصم عاش بين؟؟؟ - ؟؟؟ وحكم بين 932م -941م
- عبد السميع بن جرثم عاش بين؟؟؟ - ؟؟؟ وحكم بين 941م - 948م
- جرثم بن أحمد بن زيادة الله عاش بين؟؟؟ - ؟؟؟ وحكم بين 948م	- 971	م

## الأدارسة
- إدريس بن عبد الله المعروف بـ «إدريس الأول» عاش بين 722 - 793 وحكم بين 788 - 793
- إدريس الثاني عاش بين 793 - 828 وحكم بين 807 - 828
- محمد بن إدريس عاش بين؟؟؟ - 836 وحكم بين 828 - 836
- علي بن محمد المعروف بـ «علي الأول» عاش بين؟؟؟ - 849 وحكم بين 836 - 848
- يحيى بن محمد المعروف بـ «يحيى الأول» عاش بين؟؟؟ - 848 وحكم بين 848 - 864
- يحيى بن يحيى المعروف بـ «يحيى الثاني» عاش بين؟؟؟ - 874 وحكم بين 864 - 874
- علي بن عمر بن إدريس المعروف بـ «علي الثاني» عاش بين؟؟؟ - ؟؟؟ وحكم بين 874 - 883
- يحيى بن القاسم بن إدريس المعروف بـ «يحيى الثالث» عاش بين؟؟؟ - 904 وحكم بين 883 - 904
- يحيى بن إدريس بن عمر المعروف بـ «يحيى الرابع» عاش بين؟؟؟ - 934 وحكم بين 904 - 917

في منطقة الريف وبداية تدخل الفاطميين
- الحسن الحجام بن محمد بن القاسم عاش بين؟؟؟ - ؟؟؟ وحكم بين 905 - 922
- القاسم كنون بن إبراهيم عاش بين؟؟؟ - ؟؟؟ وحكم بين 937 - 925
- أبو العيش أحمد بن كنون عاش بين؟؟؟ - ؟؟؟ وحكم بين 948 - 959
- الحسن بن كنون عاش بين؟؟؟ - ؟؟؟ وحكم بين 959 - 985 المعروف بـ الحسن الثاني الإدريسي

## البورغواطيون-إمارة بورغواطة
- طريف المتغاري.
- صالح بن طريف، الذي أعلن نفسه نبيا سنة 744, واختفى في سن الـ 47، واعدا بالعودة المُنتظرة.
- إلياس بن صالح (792 - 842) [1]، الذي قيل أنه جاهر بالإسلام علنا لكنه اعتنق دين صالح سرا، وتوفي في السنة خمسين من حكمه.
- يونس بن إلياس (842 - 888) هو الصانع الرسمي لديانة صالح حيث قتل جميع الذين لم يعتنقوا ديانته (قتل 7770 شخصا وفقا لمصادر ابن خلدون، في مكان يسمى تاملوكيفت). والملفت للنظر، ما يُقال من أدائه فريضة الحج. توفي في السنة الرابعة من حكمه.
- أبو غافر محمد (888 - 917)، وقد سُمي أيضا بالنبي (طبقا لسرد ابن خلدون لأحد القصائد) وكان له 44 زوجة والعديد من الأبناء. توفي في السنة التاسعة والعشرين من حكمه.
- أبو الأنصار عبد الله (917 - 961)، دُفن في أمسلخت. توفي في السنة الرابعة من حكمه.
- أبو منصور عيسى (961 - ؟؟؟) كان عمره 22 عاما عندما أصبح ملكا.

## المغراويون-الإمارة المغراوية
- مقاتل بن عطية المغراوي حكم بين 986 - 988
- زيري بن عطية المغراوي حكم بين 989 - 1001
- المعز بن زيري بن عطية حكم بين 1001 - 1026
- حمامة بن المعز بن عطية حكم بين 1026 - 1033
- أبو كمال تميم بن زيري بن يعلى «اليفرني» حكم بين 1033 - 1038
- حمامة بن المعز بن عطية حكم بين 1038 - 1040
- أبو العطاف دوناس بن حمامة حكم بين 1040 - 1059
- حصار فاس بين 1040 - 1044
- الفتوح بن دوناس حكم بين 1059 - 1062
- عجيسة بن دوناس حكم بين 1059 - 1061

## المرابطون
- عبد الله بن ياسين حكم بين 1040 _ 1056م و هو مؤسس دولة المرابطين
- أبو بكر بن عمر عاش بين؟؟؟ - ؟؟؟ حكم بين 448 هـ - 480 هـ
- يوسف بن تاشفين اللمتوني عاش بين 1009 - 1106 حكم بين 1065م - 1106م
- علي بن يوسف بن تاشفين عاش بين؟؟؟؟ - 1143 حكم بين 1107م - 1143م
- تاشفين بن علي عاش بين؟؟؟؟ - 1146 حكم بين 1143م - 1146م
- إبراهيم بن تاشفين عاش بين؟؟؟؟ - ؟؟؟؟ حكم بين 1146م - 1146م
- إسحق بن علي عاش بين؟؟؟؟ - 1147 حكم بين 1146م - 1147م
- يوسف بن تاشفين بن تالاكاكين عاش بين؟؟؟؟ - ؟؟؟؟ حكم في فاس فقط بين 1062م - 1063م

## الموحدون
- عبد المؤمن الكومي بن علي عاش بين 1094 - 1163 حكم بين 1133 - 1163
- أبو يعقوب يوسف بن عبد المؤمن عاش بين 1138 - 1184 حكم بين 1163 - 1184
- أبو يوسف يعقوب المنصور بن يوسف عاش بين 1160 - 1199 حكم بين 1184 - 1199
- محمد الناصر بن يعقوب بن يوسف عاش بين؟؟؟؟ - 1213 حكم بين 1199 - 1213
- يوسف المستنصر عاش بين؟؟؟؟ - ؟؟؟؟ حكم بين 1213 - 1224
- عبد الواحد الواحد المخلوع عاش بين؟؟؟؟ - ؟؟؟؟ حكم بين 1224 - 1224
- محمد العادل عاش بين؟؟؟؟ - ؟؟؟؟ حكم بين 1224 - 1227
- يحيى المعتصم عاش بين؟؟؟؟ - ؟؟؟؟ حكم بين 1227 - 1230
- إدريس المأمون عاش بين؟؟؟؟ - ؟؟؟؟ حكم بين 1227 - 1232
- عبد الواحد الرشيد عاش بين؟؟؟؟ - ؟؟؟؟ حكم بين 1232 - 1242
- علي السعيد عاش بين؟؟؟؟ - ؟؟؟؟ حكم بين 1242 - 1248
- عمر المرتضى عاش بين؟؟؟؟ - ؟؟؟؟ حكم بين 1248 - 1266
- إدريس الواثق الدبوس عاش بين؟؟؟؟ - ؟؟؟؟ حكم بين 1266 - 1269

## المرينيون
- أبو يوسف يعقوب بن عبد الحق عاش بين 1210 - 1286 حكم بين 1269 - 1286
- أبو يعقوب يوسف الناصر عاش بين؟؟؟؟ - ؟؟؟؟ حكم بين 1286 - 1307
- أبو ثابت عامر عاش بين؟؟؟؟ - ؟؟؟؟ حكم بين 1307 - 1308
- أبو الربيع سليمان عاش بين؟؟؟؟ - ؟؟؟؟ حكم بين 1308 - 1310
- أبو سعيد عثمان بن يعقوب عاش بين؟؟؟؟ - ؟؟؟؟ حكم بين 1310 - 1331
- أبو الحسن علي بن عثمان عاش بين؟؟؟؟ - ؟؟؟؟ حكم بين 1331 - 1348
- أبو عنان فارس بن علي عاش بين؟؟؟؟ - ؟؟؟؟ حكم بين 1348 - 1358
- أبو سالم محمد بن فارس عاش بين؟؟؟؟ - ؟؟؟؟ حكم بين 1358 - 1361
- محمد بن يعقوب المريني عاش بين؟؟؟؟ - ؟؟؟؟ حكم بين 1361 - 1366
- أبو العزيز الأول عاش بين؟؟؟؟ - ؟؟؟؟ حكم بين 1366 - 1372

الحرب الأهلية بين 1372 - 1384
- موسى بن فارس المريني عاش بين؟؟؟؟ - ؟؟؟؟ حكم بين 1384 - 1387
- أبو العباس المريني عاش بين؟؟؟؟ - ؟؟؟؟ حكم بين 1387 - 1393
- عبد العزيز المريني عاش بين؟؟؟؟ - ؟؟؟؟ حكم بين 1393 - 1396
- عبد الله المريني عاش بين؟؟؟؟ - ؟؟؟؟ حكم بين 1396 - 1398
- عثمان المريني عاش بين؟؟؟؟ - ؟؟؟؟ حكم بين 1398 - 1421
- عبد الحق المريني عاش بين؟؟؟؟ - ؟؟؟؟ حكم بين 1421 - 1465

الحرب الأهلية بين 1465 - 1472

## الوطاسيون
- محمد الشيخ المهدي عاش بين؟؟؟؟ - ؟؟؟؟ حكم بين 1472 - 1504
- أبو عبد الله محمد البرتقالي عاش بين؟؟؟؟ - ؟؟؟؟ حكم بين 1504 - 1525
- أبو العباس أحمد بن محمد عاش بين؟؟؟؟ - ؟؟؟؟ حكم بين 1525 - 1550
- أبو حسون أبو الحسن علي بن محمد عاش بين؟؟؟؟ - 1554 حكم بين 1550 - 1554

وهي إحدى الدول الإسلامية التي قامت في بلاد المغرب. عٌرفت باسمها هذا نسبة إلى الأشراف آل البيت الهاشميين. تنقسم الدولة الشريفة إلى فترتين، تسمّى الأولى بدولة الأشراف السعدية، وأما الفترة الثانية فهي دولة الأشراف الفلالية أو أشراف سجلماسة.
| دولة الأشراف السعدية (السعديون)  | دولة الأشراف السعدية (السعديون) | دولة الأشراف السعدية (السعديون) | دولة الأشراف السعدية (السعديون) | دولة الأشراف السعدية (السعديون) | دولة الأشراف السعدية (السعديون) |
| الإسم                            | الصورة                          | تاريخ الولادة                   | تاريخ الوفاة                    | بداية الحكم                     | نهاية الحكم                     |
| -------------------------------- | ------------------------------- | ------------------------------- | ------------------------------- | ------------------------------- | ------------------------------- |
| محمد المهدي القائم بأمر الله     |                                 |                                 |                                 | 1511                            | 1517                            |
| أبو العباس أحمد الأعرج بن المهدي |                                 |                                 |                                 | 1517                            | 1540                            |
| أبو عبد الله محمد الشيخ المهدي   |                                 |                                 |                                 | 1540                            | 1554                            |
| أبو محمد عبد الله الغالب بن محمد |                                 |                                 |                                 | 1557                            | 1574                            |
| محمد المتوكل المسلوخ             |                                 |                                 |                                 | 1574                            | 1576                            |
| أبو مروان عبد الملك الغازي       |                                 |                                 |                                 | 1576                            | 1578                            |
| أحمد المنصور الذهبي              |                                 |                                 |                                 | 1578                            | 1603                            |
| أبو فارس عبد الله                |                                 |                                 |                                 | 1603                            | 1608                            |
| زيدان الناصر بن أحمد             |                                 |                                 |                                 | 1603                            | 1627                            |
| عبد الملك بن زيدان               |                                 |                                 |                                 | 1627                            | 1631                            |
| الوليد بن زيدان                  |                                 |                                 |                                 | 1631                            | 1636                            |
| محمد الأصغر بن زيدان             |                                 |                                 |                                 | 1636                            | 1655                            |
| أحمد العباس بن محمد              |                                 |                                 |                                 | 1653                            | 1659                            |

السعديون في فاس
- محمد الشيخ المأمون بن أحمد عاش بين؟؟؟؟ - ؟؟؟؟ حكم بين 1613 - 1610
- عبد الله الواثق عاش بين؟؟؟؟ - ؟؟؟؟ حكم بين 1624 - 1613
- عبد الملك بن عبد الله عاش بين؟؟؟؟ - ؟؟؟؟ حكم بين 1626 - 1624

العلويون 
العهد الأول في تافيلالت
- مولاي علي الشريف عاش بين؟؟؟؟ - ؟؟؟؟ حكم بين 1631 - 1635
- محمد بن علي الشريف عاش بين؟؟؟؟ - ؟؟؟؟ حكم بين 1635 - 1664
- الرشيد بن علي الشريف عاش بين 1631 - 1672 حكم بين 1664 - 1666

العهد الثاني بعد التوحيد
- الرشيد بن علي الشريف عاش بين 1631 - 1672 حكم بين 1666 - 1672
- إسماعيل بن علي الشريف عاش بين 1646 - 1727 حكم بين 1672 - 1727
- أحمد الذهبي بن إسماعيل عاش بين 1677 - 1729 حكم بين 1727 - 1728
- عبد الملك بن إسماعيل عاش بين؟؟؟؟ - ؟؟؟؟ حكم بين 1728 - 1728
- أحمد الذهبي بن إسماعيل عاش بين 1677 - 1729 حكم بين 1728 - 1729
- عبد الله بن إسماعيل عاش بين 1694 - 1757 حكم بين 1729 - 1735
- علي الأعرج بن إسماعيل عاش بين؟؟؟؟ - ؟؟؟؟ حكم بين 1735 - 1736
- عبد الله بن إسماعيل عاش بين 1694 - 1757 حكم بين 1736 - 1736
- مولاي محمد بن إسماعيل عاش بين؟؟؟؟ - ؟؟؟؟ حكم بين 1736 - 1738
- المستضيء بن إسماعيل عاش بين؟؟؟؟ - 1759 حكم بين 1738 - 1740
- عبد الله بن إسماعيل عاش بين 1694 - 1757 حكم بين 1740 - 1745
- علي زين العابدين بن إسماعيل عاش بين؟؟؟؟ - ؟؟؟؟ حكم بين 1745 - 1745
- عبد الله بن إسماعيل عاش بين 1694 - 1757 حكم بين 1745 - 1757
- محمد الثالث بن عبد الله عاش بين؟؟؟؟ - 1790 حكم بين 1757 - 1790
- اليزيد بن محمد عاش بين 1750 - 1792 حكم بين 1790 - 1792
- هشام بن محمد عاش بين؟؟؟؟ - 1799 حكم بين 1795 - 1797
- سليمان بن محمد عاش بين 1760 - 1822 حكم بين 1797 - 1822
- عبد الرحمن بن هشام عاش بين 1790 - 1859 حكم بين 1822 - 1859
- محمد الرابع بن عبد الرحمن عاش بين؟؟؟؟ - 1873 حكم بين 1859 - 1873
- الحسن الأول بن محمد عاش بين 1830 - 1894 حكم بين 1873 - 1894
- عبد العزيز بن الحسن عاش بين 1878 - 1943 حكم بين 1894 - 1908

| عهد الاحتلال        | عهد الاحتلال | عهد الاحتلال  | عهد الاحتلال  | عهد الاحتلال  | عهد الاحتلال   |
| الإسم               | الصورة       | تاريخ الولادة | تاريخ الوفاة  | بداية الحكم   | نهاية الحكم    |
| ------------------- | ------------ | ------------- | ------------- | ------------- | -------------- |
| عبد الحفيظ بن الحسن |              | 1875          | 1937          | 1908          | 1912           |
| مولاي الزين         |              |               |               | 17 أبريل 1911 | 8 يونيو 1911   |
| يوسف بن الحسن       |              | 1881          | 1927          | 13 أغسطس 1912 | 17 نوفمبر 1927 |
| محمد الخامس بن يوسف |              | 1909          | 1961          | 1928          | 1961           |
| محمد بن عرفة        |              | 1886          | 17 يوليو 1976 | 21 أغسطس 1953 | 1 أكتوبر 1955  |

| عهد الاستقلال        | عهد الاستقلال | عهد الاستقلال | عهد الاستقلال | عهد الاستقلال | عهد الاستقلال |
| الإسم                | الصورة        | تاريخ الولادة | تاريخ الوفاة  | بداية الحكم   | نهاية الحكم   |
| -------------------- | ------------- | ------------- | ------------- | ------------- | ------------- |
| الحسن الثاني بن محمد |               | 1929          | 1999          | 1961          | 1999          |
| محمد السادس بن الحسن |               | 1963          |               | 1999          | مستمر         |

## طالع أيضًا
- حفل الولاء والبيعة
- تاريخ المغرب
- سياسة المغرب

## وصلات خارجية
- The Alawi Dynasty ملوك الدولة العلوية بالمغرب.